# Stade Nelson-Mandela
Ne doit pas être confondu avec Nelson Mandela Bay Stadium.
Le stade Nelson-Mandela (en arabe : ملعب نيلسون مانديلا, en berbère : ⴰⵏⵏⴰⵔ ⵏⵉⵍⵚⵓⵏ ⵎⴰⵏⴷⵉⵍⴰ) est un stade de football situé dans la commune de Baraki, dans la wilaya d'Alger.
Avec 40 784 places, il est le cinquième stade d'Algérie en capacité.
La valeur des travaux de construction du stade est d'environ 280 millions d'euros. Il est le premier stade d'Algérie répondant aux normes de la FIFA.

## Histoire
L'idée de construire le stade de Baraki et d’autres stades olympiques est née au début de l'année 2007 dans le cadre du plan de soutien à la croissance économique lancé par le président de la République Abdelaziz Bouteflika. En décembre 2007, le ministre de la Jeunesse et des Sports Hachemi Djiar lance un appel d'offres international, auquel répondent 3 sociétés : Arab Contractors, CRCEG et CSCEC. En 2008, le projet est attribué au groupe chinois China Railway Construction Engineering Group (CRCC-19) qui lance les travaux pour sa construction en 2009.

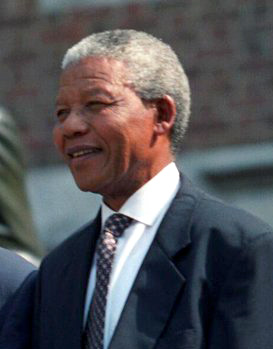
Le militant antiapartheid et président sud-africain (1994-1999) Nelson Mandela, qui avait déclaré lors de sa visite à Alger le 17 mai 1990 : C'est l'Algérie qui a fait de moi un homme.

Le 20 décembre 2022, le stade est officiellement nommé « stade Nelson-Mandela » par le ministre de la Jeunesse et des Sports Abderezak Sebgag.
Le 12 janvier 2023, le stade est officiellement inauguré en présence de Zwelivelile Mandela (en), le petit-fils de Nelson Mandela,,.
Le stade abrite également la cérémonie d'ouverture du championnat d'Afrique des nations (CHAN 2022), qui se déroule du 13 janvier au 4 février 2023 en Algérie.

## Caractéristiques
Le stade Nelson-Mandela comporte 40 784 places, dont 6 500 en tribune officielle. Il dispose de 22 salons VIP et d'un terrain en gazon naturel. Une tribune de 240 sièges est destinée à la presse. Six portes donnent accès au stade, dont trois sont réservées aux supporters,.

### Matchs importants
| Date             | Match                         | Résultat       | Type                              |
| ---------------- | ----------------------------- | -------------- | --------------------------------- |
| 13 janvier 2023  | Algérie A' - Libye A'         | 1 – 0          | CHAN 2023 (Inauguration du stade) |
| 13 janvier 2023  | Éthiopie A' - Mozambique A'   | 0 – 0          | CHAN 2023                         |
| 17 janvier 2023  | Algérie A' - Éthiopie A'      | 1 – 0          | CHAN 2023                         |
| 17 janvier 2023  | Mozambique A' - Libye A'      | 3 – 2          | CHAN 2023                         |
| 21 janvier 2023  | Mozambique A' - Algérie A'    | 0 – 1          | CHAN 2023                         |
| 21 janvier 2023  | Ouganda A' - Côte d'Ivoire A' | 1 – 3          | CHAN 2023                         |
| 27 janvier 2023  | Algérie A' - Côte d'Ivoire A' | 1 – 0          | CHAN 2023 (Quarts-de-Finale)      |
| 31 janvier 2023  | Sénégal A' - Madagascar A'    | 1 – 0          | CHAN 2023 (Demi-Finale)           |
| 4 février 2023   | Algérie A' - Sénégal A'       | 0 – 0 (4-5 ap) | CHAN 2023 (Finale)                |
| 23 mars 2023     | Algérie - Niger               | 2 – 1          | Qualifs CAN 2023                  |
| 16 novembre 2023 | Algérie - Somalie             | 3 – 1          | Éliminatoires CDM 2026            |
| 24 avril 2024    | CR Belouizdad - USM Alger     | 0 – 0 (3-1 ap) | Coupe d'Algérie 2023/24           |
| 6 juin 2024      | Algérie - Guinée              | 1 – 2          | Éliminatoires CDM 2026            |